# Eerste nationale herenhandbal 2016/17
De eerste nationale 2016–17 is de hoogste divisie in het Belgische handbal.

## Opzet
Er nemen 12 ploegen aan de competitie deel. De 6 "beste" ploegen van vorig seizoen, spelen eerst een volledige competitie in BENE-League verband, terwijl de overige 6 ploegen eerst een dubbele competitie in eerste nationale verband spelen. De BENE-League en de eerste nationale zijn dus deels met elkaar verweven.
Na beëindiging van deze 2 competities worden de 12 ploegen bij elkaar gevoegd, waarbij:
- De 4 Belgische ploegen, die in BENE-League als hoogste zijn geëindigd, gaan in een onderlinge volledige competitie strijden voor het Belgisch kampioenschap. Hierbij begint de ploeg die in de BENE-League als eerste is geëindigd met 4 bonuspunten, aflopend tot 1 bonuspunt voor de ploeg die in de BENE-League als vierde is geëindigd. De 2 ploegen die in deze competitie als hoogste eindigen beslissen in een best-of-three wie eindelijk de kampioen van het huidige seizoen wordt. Verder komen deze 4 ploegen volgend seizoen weer in de BENE-League uit. Op nationaal niveau worden dit uiteindelijk de ploegen op de plaatsen 1 t/m 4 in de eindrangschikking.
- De 2 Belgische ploegen, die in BENE-League als laagste zijn geëindigd, plus de 2 ploegen, die in het reguliere eerste nationale seizoen als hoogste zijn geëindigd, gaan in een onderlinge volledige competitie strijden voor 2 plekken in de BENE-League van volgend seizoen. De 2 "verliezende" ploegen spelen volgend seizoen in de reguliere competitie van de eerste nationale. Op nationaal niveau worden dit uiteindelijk de ploegen op de plaatsen 5 t/m 8 in de eindrangschikking.
- De 4 ploegen, die in het reguliere eerste nationale seizoen op de plaatsen 3 t/m 6 zijn geëindigd, spelen onderling een volledige competitie tegen degradatie naar de tweede nationale. Hierbij begint de ploeg die in het reguliere eerste nationale seizoen als derde is geëindigd met 4 bonuspunten, aflopend tot 1 bonuspunt voor de ploeg die als zesde is geëindigd. De ploeg die in deze competitie als laatste eindigt, degradeert naar de tweede nationale. Op nationaal niveau worden dit uiteindelijk de ploegen op de plaatsen 9 t/m 12 in de eindrangschikking.

## Teams
| Ploeg                  | Plaats               | Provincie   | Trainer(s)                                            | Hal                               |
| BENE-League            | BENE-League          | BENE-League | BENE-League                                           | BENE-League                       |
| ---------------------- | -------------------- | ----------- | ----------------------------------------------------- | --------------------------------- |
| Achilles Bocholt       | Bocholt              | Limburg     | Bart Lenders                                          | De Damburg                        |
| Hubo Initia Hasselt    | Hasselt              | Limburg     | Diethard Huygen Vladimir Tomanović ontslagen in 2017  | Alverberg                         |
| KV Sasja HC            | Hoboken              | Antwerpen   | Alex Jacobs                                           | Sporthal Sorghvliedt              |
| Olse Merksem HC        | Merksem              | Antwerpen   | Luc Vercauteren                                       | Sportcomplex Lakerveld            |
| Callant Tongeren       | Tongeren             | Limburg     | Maurice Canton                                        | Eburons Dôme                      |
| HC Visé BM             | Wezet                | Luik        | Predrag Dosen                                         | Hall Omnisports de Visé           |
| Eerste nationale       |                      |             |                                                       |                                   |
| HC Eynatten-Raeren     | Eynatten             | Luik        | Andreas Heckhausen                                    | Hall des sports de la C.E.T.      |
| Estudiantes HC Tournai | Doornik              | Henegouwen  | Allan Cuervo                                          | Sporthal Hekers                   |
| RHC Grâce-Hollogne     | Grâce-Hollogne       | Luik        | Giovanni Dolce                                        | Hall Omnisports de Grâce-Hollogne |
| Kreasa Houthalen       | Houthalen-Helchteren | Limburg     | Fred D'hollander                                      | Sporthal Lange Munte              |
| Sporting NeLo          | Neerpelt-Lommel      | Limburg     | Gabrie Rietbroek Bujar Qerimi ontslagen december 2016 | Dommelhof                         |
| HC Visé BM 2           | Wezet                | Luik        | Davor Peric                                           | Sporthal De Rode Loop             |

## Reguliere competitie

### Stand
| Pos | Team                   | Wed | W  | G | V  | Ptn | DV  | DT  | +/−  | Opmerking                   |
| --- | ---------------------- | --- | -- | - | -- | --- | --- | --- | ---- | --------------------------- |
| 1   | Sporting NeLo          | 20  | 18 | 1 | 1  | 37  | 646 | 504 | +142 | Spelen verder in Play-off 2 |
| 2   | Estudiantes HC Tournai | 20  | 11 | 3 | 6  | 25  | 559 | 547 | +12  | Spelen verder in Play-off 2 |
| 3   | Kreasa Houthalen       | 20  | 11 | 1 | 8  | 23  | 534 | 521 | +13  | Spelen verder in Play-down  |
| 4   | HC Visé BM 2           | 20  | 7  | 2 | 11 | 16  | 533 | 566 | −33  | Spelen verder in Play-down  |
| 5   | HC Eynatten-Raeren     | 20  | 4  | 2 | 14 | 10  | 519 | 581 | −62  | Spelen verder in Play-down  |
| 6   | RHC Grâce-Hollogne (R) | 20  | 4  | 1 | 15 | 9   | 507 | 579 | −72  | Spelen verder in Play-down  |

### Uitslagen
| Thuis \ Uit            | E-R   | EST   | G-H   | KRE   | NEL   | VIS   | E-R   | EST   | G-H   | KRE   | NEL   | VIS   |
| ---------------------- | ----- | ----- | ----- | ----- | ----- | ----- | ----- | ----- | ----- | ----- | ----- | ----- |
| HC Eynatten-Raeren     |       | 22–27 | 30–24 | 27–23 | 21–33 | 22–25 |       | 27–30 | 27–20 | 29–32 | 26–33 | 27–33 |
| Estudiantes HC Tournai | 29–29 |       | 24–16 | 30–19 | 26–40 | 32–20 | 29–28 |       | 28–25 | 24–23 | 24–36 | 33–29 |
| RHC Grâce-Hollogne     | 33–22 | 28–20 |       | 20–27 | 32–39 | 20–22 | 30–30 | 26–36 |       | 30–26 | 25–34 | 32–30 |
| Kreasa Houthalen       | 29–25 | 28–28 | 28–25 |       | 22–23 | 22–20 | 36–24 | 25–28 | 28–23 |       | 29–25 | 31–27 |
| Sporting NeLo          | 38–29 | 34–30 | 31–22 | 31–24 |       | 32–30 | 24–22 | 34–25 | 33–24 | 32–21 |       | 40–22 |
| HC Visé BM 2           | 23–29 | 31–31 | 27–20 | 24–33 | 24–28 |       | 30–23 | 27–25 | 37–32 | 26–28 | 26–26 |       |

## Nacompetitie

### Play-down
De 4 ploegen, die in het reguliere eerste nationale seizoen op de plaatsen 3 t/m 6 zijn geëindigd, spelen onderling een volledige competitie tegen degradatie naar de tweede nationale.
Hierbij begint de ploeg die in het reguliere eerste nationale seizoen als derde is geëindigd met 4 bonuspunten, aflopend tot 1 bonuspunt voor de ploeg die als zesde is geëindigd.
De ploeg die in deze competitie als laatste eindigt, degradeert naar de tweede nationale. De andere 3 ploegen spelen volgend seizoen in de reguliere competitie van de eerste nationale 2018/19.
Op nationaal niveau worden dit uiteindelijk de ploegen op de plaatsen 9 t/m 12 in de eindrangschikking.

#### Teams
| Positie                | Team               | Opmerking           |
| ---------------------- | ------------------ | ------------------- |
| No. 3 Eerste nationale | Kreasa Houthalen   | Begint met 4 punten |
| No. 4 Eerste nationale | HC Visé BM 2       | Begint met 3 punten |
| No. 5 Eerste nationale | HC Eynatten-Raeren | Begint met 2 punten |
| No. 6 Eerste nationale | RHC Grâce-Hollogne | Begint met 1 punt   |

#### Stand
| Pos | Team                   | Wed | W | G | V | Ptn | DV  | DT  | +/− | Opmerking                                             |
| --- | ---------------------- | --- | - | - | - | --- | --- | --- | --- | ----------------------------------------------------- |
| 1   | Kreasa Houthalen       | 6   | 4 | 0 | 2 | 12  | 166 | 153 | +13 |                                                       |
| 2   | HC Visé BM 2           | 6   | 4 | 0 | 2 | 11  | 174 | 163 | +11 |                                                       |
| 3   | HC Eynatten-Raeren     | 6   | 2 | 0 | 4 | 6   | 157 | 173 | −16 |                                                       |
| 4   | RHC Grâce-Hollogne (R) | 6   | 2 | 0 | 4 | 5   | 145 | 153 | −8  | Speelt volgend seizoen in de tweede nationale 2017/18 |

#### Uitslagen
| Thuis \ Uit        | E-R   | G-H   | KRE   | VIS   |
| ------------------ | ----- | ----- | ----- | ----- |
| HC Eynatten-Raeren |       | 22–20 | 31–27 | 30–38 |
| RHC Grâce-Hollogne | 25–18 |       | 29–27 | 24–27 |
| Kreasa Houthalen   | 27–25 | 29–25 |       | 33–21 |
| HC Visé BM 2       | 36–31 | 30–22 | 22–23 |       |

### Play-off 2
De 2 Belgische ploegen, die in BENE-League als laagste zijn geëindigd, plus de 2 ploegen, die in het reguliere eerste nationale seizoen als hoogste zijn geëindigd, gaan in een onderlinge volledige competitie strijden voor 2 plekken in de BENE-League 2017/18.
De 2 "verliezende" ploegen spelen volgend seizoen in de reguliere competitie van de eerste nationale 2017/18.
Alle ploegen beginnen met 0 punten.
Op nationaal niveau worden dit uiteindelijk de ploegen op de plaatsen 5 t/m 8 in de eindrangschikking.

#### Teams
| Positie                | Team                   | Opmerking          |
| ---------------------- | ---------------------- | ------------------ |
| No. 10 BENE-League     | KV Sasja HC            | 5de Belgische team |
| No. 11 BENE-League     | OLSE Merksem HC        | 6de Belgische team |
| No. 1 Eerste nationale | Sporting NeLo          |                    |
| No. 2 Eerste nationale | Estudiantes HC Tournai |                    |

#### Stand
| Pos | Team                   | Wed | W | G | V | Ptn | DV  | DT  | +/− | Opmerking                                                              |
| --- | ---------------------- | --- | - | - | - | --- | --- | --- | --- | ---------------------------------------------------------------------- |
| 1   | Sporting NeLo          | 6   | 3 | 1 | 2 | 7   | 146 | 149 | −3  | Spelen volgend seizoen in de BENE-League 2017/18                       |
| 2   | KV Sasja HC            | 6   | 3 | 1 | 2 | 7   | 152 | 145 | +7  | Spelen volgend seizoen in de BENE-League 2017/18                       |
| 3   | Estudiantes HC Tournai | 6   | 3 | 0 | 3 | 6   | 156 | 157 | −1  | Spelen volgend seizoen in de eerste nationale Eerste nationale 2017/18 |
| 4   | Olse Merksem HC        | 6   | 2 | 0 | 4 | 4   | 165 | 168 | −3  | Spelen volgend seizoen in de eerste nationale Eerste nationale 2017/18 |

1. 1 2  Op basis van behaalde punten in onderlinge wedstrijden: Sporting NeLo 3; KV Sasja HC 1

#### Uitslagen
| Thuis \ Uit            | EST   | MER   | NEL   | SAS   |
| ---------------------- | ----- | ----- | ----- | ----- |
| Estudiantes HC Tournai |       | 32–30 | 29–24 | 29–23 |
| Olse Merksem HC        | 29–25 |       | 35–32 | 27–28 |
| Sporting NeLo          | 22–21 | 23–20 |       | 24–23 |
| KV Sasja HC            | 29–20 | 28–24 | 21–21 |       |

### Play-off 1
De 4 Belgische ploegen, die in BENE-League als hoogste zijn geëindigd, gaan in een onderlinge volledige competitie strijden voor het Belgisch kampioenschap.
Hierbij begint de ploeg die in de BENE-League als eerste is geëindigd met 4 bonuspunten, aflopend tot 1 bonuspunt voor de ploeg die in de BENE-League als vierde is geëindigd.
De 2 ploegen die in deze competitie als hoogste eindigen beslissen in een best-of-three wie eindelijk de kampioen van het huidige seizoen wordt.
Verder komen deze 4 ploegen volgend seizoen in de BENE-League 2018/19 uit. Op nationaal niveau worden dit uiteindelijk de ploegen op de plaatsen 1 t/m 4 in de eindrangschikking.

#### Teams
| Positie           | Team                | Opmerking           |
| ----------------- | ------------------- | ------------------- |
| No. 1 BENE-League | Achilles Bocholt    | 1ste Belgische team |
| No. 3 BENE-League | Callant Tongeren    | 2de Belgische team  |
| No. 7 BENE-League | Hubo Initia Hasselt | 3de Belgische team  |
| No. 9 BENE-League | HC Visé BM          | 4de Belgische team  |

#### Stand
| Pos | Team                | Wed | W | G | V | Ptn | DV  | DT  | +/− | Opmerking                                   |
| --- | ------------------- | --- | - | - | - | --- | --- | --- | --- | ------------------------------------------- |
| 1   | Achilles Bocholt    | 6   | 4 | 1 | 1 | 12  | 170 | 164 | +6  | Spelen best-of-three voor het kampioenschap |
| 2   | Hubo Initia Hasselt | 6   | 2 | 2 | 2 | 8   | 158 | 154 | +4  | Spelen best-of-three voor het kampioenschap |
| 3   | Callant Tongeren    | 6   | 3 | 0 | 3 | 10  | 170 | 167 | +3  |                                             |
| 4   | HC Visé BM          | 6   | 1 | 1 | 4 | 4   | 157 | 170 | −13 |                                             |

#### Uitslagen
| Thuis \ Uit         | BOC   | HAS   | TON   | VIS   |
| ------------------- | ----- | ----- | ----- | ----- |
| Achilles Bocholt    |       | 29–29 | 33–30 | 27–24 |
| Hubo Initia Hasselt | 20–26 |       | 21–28 | 32–22 |
| Callant Tongeren    | 29–30 | 23–30 |       | 32–26 |
| HC Visé BM          | 32–25 | 26–26 | 27–28 |       |

## Best of Three
Speelronde 1
| 13 mei 2017 | Callant Tongeren | 27 – 30 | Achilles Bocholt | Eburons Dôme |
| 13 mei 2017 |                  |         |                  | Eburons Dôme |
| 13 mei 2017 |                  |         |                  | Eburons Dôme |

Speelronde 2
| 20 mei 2017 | Achilles Bocholt | 30 – 31 | Callant Tongeren | De Damburg |
| 20 mei 2017 |                  |         |                  | De Damburg |
| 20 mei 2017 |                  |         |                  | De Damburg |

Speelronde 3
| 27 mei 2017 | Achilles Bocholt | 36 – 30 | Callant Tongeren | De Damburg |
| 27 mei 2017 |                  |         |                  | De Damburg |
| 27 mei 2017 |                  |         |                  | De Damburg |